# Pink Fairies
I Pink Fairies sono stati un gruppo rock inglese formatosi nel 1969  a Londra.

## Storia
Il gruppo nacque dalla ceneri dei Deviants orfani del leader Mick Farren. La formazione iniziale era composta dai tre ex Deviants: Paul Rudolph (chitarra), Duncan Sanderson (basso),  Russell Hunter (batterista) e dal cantante Twink, in uscita dai Pretty Things che suggerì il nome del gruppo.
Twink uscì nel 1972 e fu sostituito l'anno seguente da Larry Wallis, proveniente dagli UFO.

## Discografia
- 1971 - Never Never Land (Polydor Records)
- 1972 - What a Bunch of Sweeties (Polydor Records)
- 1973 - Kings of Oblivion (Polydor Records)
- 1975 - Pink Fairies (Polydor Records) Raccolta
- 1982 - Live at the The Roundhouse 1975 (Big Beat Records) Live
- 1984 - Pink Fairies (Big Beat Records) Registrazioni inedite del 1972
- 1986 - Space Lover (Twink Records) a nome di Twink & The Fairies
- 1987 - Kill 'Em and Eat 'Em (Demon Records)
- 1994 - Out of the Pink, into the Blues (HTD Records) A nome Pink Fairies/Mouse & Twink, Live
- 1996 - Pleasure Island (Twink Records)
- 1997 - No Picture (Twink Records)
- 1998 - The Golden Years: 1969-1971 (Purple Pyramid Records) Raccolta Live
- 1998 - Do It! (Total Energy Records) Raccolta, registrazioni del 1970 e 1971
- 1998 - Mandies and Mescaline Round at Uncle Harry's (NMC Music Records) Session radiofoniche del 1970 e 1971
- 1999 - Live at Weeley 1971 (Get Back Records) Live del 1971
- 2000 - Cocaine Blues (Captain Trip Records) Con Wayne Kramer, registrazioni del 1974 e 1978 sia live che studio
- 2005 - Chinese Cowboys: Live 1987 (Captain Trip Records) Live del 1987
- 2008 - Finland Freakout 1971 (Major League Productions Ltd.) Live del 1971
- 2016 - Naked Radio (Gonzo Multimedia) CD + DVD